# Kenny vs. Spenny
Kenny vs. Spenny er en canadisk komedieudsendelse, der i Danmark sendes på TV2 Zulu. Programmet omfatter de to hovedpersoner og bedste venner Spenny (Spencer Rice) og Kenny (Kenneth Hotz), der i hvert afsnit udfordrer hinanden i en given konkurrence. Vinderen får som regel lov til at bestemme, hvordan taberen skal ydmyges. Kenny er den luskede halvdel af venskabet der altid snyder, mens Spenny er meget ærlig og godtroende og snyder kun i et enkelt afsnit (Madlavningskonkurrence).

## Kritik
Nogle seere af showet mener det er 'forudbestemt'. Kenny fastholder dog at det er fuldstændig ægte (selvom det virker muligt at Kennys dårlige behandling af Spenny er lagt vægt på for sjovs skyld), hvilket han har indrømmet.[kilde mangler]

## Statistikker
|        | Sejre | Nederlag | Uafgjorte | Sejr i % |
| ------ | ----- | -------- | --------- | -------- |
| Kenny  | 34    | 16       | 4         | 64.2     |
| Spenny | 16    | 34       | 4         | 28.3     |

- Efter episode #313, fører Kenny serien 34-16-4 (S-N-U).
- Hvis konkurrencer hvor Kenny snød (12) ikke tæller med, ville han stadig føre 22-16-4.
- Hvis konkurrencer hvor Kenny snød (12) talte som sejre for Spenny, ville Spenny føre med 28-22-4.